# Friedmanns Vier
Friedmanns Vier ist eine deutsche Dramaserie, die 2021 beim Streamingportal RTL+ und 2022 im Free-TV bei Vox gezeigt wurde.

## Besetzung
| Darsteller         | Rollenname           | Bemerkungen                                                 |
| ------------------ | -------------------- | ----------------------------------------------------------- |
| Tom Beck           | Mischko Friedmann    | Ehemann von Emma; Vater von Maya, Tilda und Carla           |
| Picco von Groote   | Emma Friedmann †     | Ehefrau von Mischko, Mutter von Maya, Tilda und Carla       |
| Anna-Lena Schwing  | Maya Friedmann       | Tochter von Mischko und Emma; Schwester von Tilda und Carla |
| Kya-Celina Barucki | Tilda Friedmann      | Tochter von Mischko und Emma; Schwester von Maya und Carla  |
| Amadeo*Leo Arndt   | Carla Friedmann      | Tochter von Mischko und Emma; Schwester von Maya und Tilda  |
| Rojan Juan Barani  | Rachid „Rokko“ Omar  |                                                             |
| Tristan Seith      | Niko Patzina         | bester Freund von Mischko                                   |
| Max Woelky         | Korbinian Erwein     |                                                             |
| Oskar Keymer       | Jonas „Jonny“ Reudel |                                                             |
| Daniel Friedrich   | Georg Maiwald        | Opa von Maya, Tilda und Carla                               |

## Episodenliste

### Staffel 1
| Nr. (ges.) | Nr. (St.) | Titel                   | Onlinepremiere    | TV-Premiere    | Regie            | Drehbuch    |
| ---------- | --------- | ----------------------- | ----------------- | -------------- | ---------------- | ----------- |
| 1          | 1         | Der Unfall              | 19. Dezember 2021 | 27. April 2022 | Alexander Costea | Berit Walch |
| 2          | 2         | Mayas Absturz           | 19. Dezember 2021 | 27. April 2022 | Alexander Costea | Berit Walch |
| 3          | 3         | Emmas Geheimnis         | 19. Dezember 2021 | 4. Mai 2022    | Alexander Costea | Berit Walch |
| 4          | 4         | Zwei Väter              | 19. Dezember 2021 | 4. Mai 2022    | Alexander Costea | Berit Walch |
| 5          | 5         | Gefährliche Liebe       | 19. Dezember 2021 | 11. Mai 2022   | Alexander Costea | Berit Walch |
| 6          | 6         | Love hurts              | 19. Dezember 2021 | 11. Mai 2022   | Alexander Costea | Berit Walch |
| 7          | 7         | Verhängnisvolle Nacht   | 19. Dezember 2021 | 18. Mai 2022   | Alexander Costea | Berit Walch |
| 8          | 8         | Ein Anfang und ein Ende | 19. Dezember 2021 | 18. Mai 2022   | Alexander Costea | Berit Walch |